# Aubregrinia
Aubregrinia es un género monotípico de plantas con flores, perteneciente a la familia de las sapotáceas. su única especie: Aubregrinia taiensis (Aubrév. & Pellegr.) Heine, Kew Bull. 14: 301 (1960), es originaria de Ghana y Costa de Marfil.

## Sinonimia
- Endotricha taiensis Aubrév. & Pellegr., Bull. Soc. Bot. France 81: 795 (1934 publ. 1935).
- Pouteria taiensis (Aubrév. & Pellegr.) Baehni, Boissiera 11: 58 (1965).[1]